# Яик (газета)
«Яи́к» (баш. МФА: Яйыҡо файле) — общественно-политическое издание города Учалы и Учалинского района Республики Башкортостан Выходит два раза в неделю (по вторникам и субботам) на башкирском языке. Главный редактор — Султанова Римма Рамилевна.

## Общая характеристика
- День выхода — вторник, суббота.
- Формат издания — A3.
- Цветность — черно-белая.

## Контент
Политика, экономика, культура, образование, спорт и предпринимательская деятельность в рамках города и района.

## История издания
- 1932: газета учреждена под названием «Ударсы» (башк. «Ударник») как печатный орган Учалинского райкома ВКП(б) и райисполкома Совета народных депутатов, печатается на башкирском языке арабицей и яналифом;
- 1934: меняет название на «Шахты Байрағы» (башк. «Знамя шахты»), печатается на башкирском языке, письменность башкирская (кириллическая);
- 1935: вновь печатается под первоначальным названием на «Ударсы»;
- 1940: газета начинает выходить на башкирском и русском языках под названием «Сталинское знамя»;
- 1947: меняет название на «Зауралец», выходит на русском языке;
- 1956: меняет название на «Ленинское знамя», вновь становится двуязычной;
- 1962: объединяется с газетой «Урал», издаваемой в Белорецке в связи с укрупнением районов Башкирской АССР — Учалинский район был объединён с Белорецким;
- 1965: вновь выходит как самостоятельное издание под названием «Серп и Молот» на башкирском и русском языках;
- 1992: от издания отделяется районная газета «Учалинская газета» на русском языке. С этого момента газета выходит только на башкирском языке, под современным названием.

## Награды
- 2014 год — издание удостоено знака отличия «Золотой фонд прессы-2014»